# Mechanizm wiedeński OBWE
Mechanizm wiedeński – procedura związana ze środkami budowy zaufania i bezpieczeństwa ustanowiona w 1990 podczas szczytu paryskiego KBWE. Jest to dwufazowy mechanizm konsultacji i współpracy przewidziany na wypadek nadzwyczajnej aktywności wojskowej. Pierwsza faza zakłada, że jedno z państw uczestniczących zwraca się do drugiego państwa, na terenie którego doszło do nadzwyczajnych lub niezaplanowanych działań sił zbrojnych, z prośbą o wyjaśnienie przyczyn tych zdarzeń. Na państwo-adresata nałożony jest obowiązek udzielenia odpowiedzi w trybie 48-godzinnym. W przypadku, gdy państwo, które zainicjowało procedurę, nie jest usatysfakcjonowane odpowiedzią ma prawo zwrócenia się z prośbą o zwołanie konferencji dwustronnej lub konferencji kryzysowej z udziałem wszystkich państw Organizacji Bezpieczeństwa i Współpracy w Europie.
Przykłady zastosowania:
- listopad 2021 - wobec Białorusi[1]
- luty 2022 - wobec Rosji[2]